# ミツハシ
株式会社ミツハシは、神奈川県横浜市神奈川区に本社を置く企業。米穀専門の卸売企業。登記上の本店は神奈川県横浜市金沢区。
ブランドとして「ミツハシライス」を使用している。自社ブレンド米「大満足」、ブレンド玄米「美食玄米」を販売している。

## 沿革
- 1951年10月 - 横浜市鶴見区において「三橋米店」を開業。
- 1959年 - 商号を三橋商事株式会社に変更。資本金500万円。
- 1978年12月 - 株式会社ミツハシを設立。平塚食糧販売協同組合の業務を継承して米穀卸売販売業者の許可取得。
- 1981年1月 - 三橋商事株式会社と株式会社ミツハシが合併、新社名を株式会社ミツハシとする。資本金9000万円。
- 1982年1月 - 横浜市鶴見区東寺尾から横浜市金沢区幸浦の新本社工場に移転
- 1990年8月 - 株式会社諸貫商店と業務提携、同社を株式会社ミツハシライスに社名変更する。
- 1992年7月 - ごはん食優良推進事業者表彰の新規販売形態部門において、農林水産大臣賞受賞。
- 2002年10月 - 株式会社ミツハシライスと合併。
- 2006年7月 - 子会社の株式会社タキヤ・株式会社サンブリッジ・三橋商事株式会社を吸収合併。
- 2008年7月 - 三菱商事株式会社が、株式会社ミツハシの株式の33.4％を取得。
- 2012年9月 - 子会社の株式会社富士デリフーズを吸収合併。
- 2019年6月 - ミツハシ・丸紅ライス株式会社の株式を追加取得し子会社とする。
- 2021年4月 - 子会社の株式会社ミツハシライス東海を吸収合併。